# Фоминское (Фоминское сельское поселение)
Фоминское — деревня в Шекснинском районе Вологодской области. Административный центр сельского поселения Фоминского и Фоминского сельсовета.
Расстояние до районного центра Шексны по автодороге — 55 км. Ближайшие населённые пункты — Ларионово, Русаново, Митрохово.
По переписи 2002 года население — 47 человек (20 мужчин, 27 женщин). Всё население — русские.